# PMOS

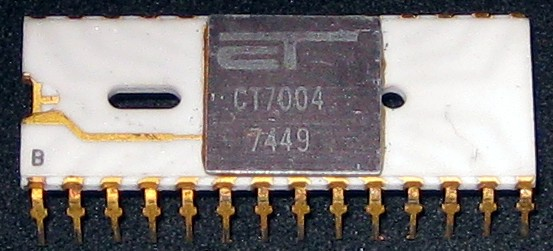
Circuit d'horloge PMOS, 1974

La logique PMOS ou pMOS (métal–oxyde–semiconducteur) est une famille de circuits numériques utilisant des transistors à effet de champ à grille métal-oxyde (MOSFETs) à canal p, à enrichissement (en). Entre la fin des années 1960 et le début des années 1970, la logique PMOS était la technologie de semi-conducteur dominante pour les circuits intégrés LSI avant d'être remplacée par la technologie NMOS puis CMOS.

## Histoire et utilisation
Mohamed Atalla et Dawon Kahng fabriquèrent le premier MOSFET fonctionnel aux Bell Labs en 1959. Ils fabriquèrent des composants PMOS et NMOS mais seuls les composants PMOS fonctionnaient. Il fallut plus d'une décennie avant que les contaminants présents dans le processus de fabrication (en particulier le sodium) puissent être assez bien contrôlés pour pouvoir fabriquer des composants NMOS opérationnels.
Comparé au transistor bipolaire, le seul autre composant actif disponible à l'époque et pouvant être utilisé dans un circuit intégré, the MOSFET offre plusieurs avantages :
- Pour un procédé de fabrication des dispositifs à semi-conducteurs de précision comparable, un MOSFET requiert seulement 10 % de la surface d'un transistor bipolaire à jonction[3](pp87). La raison principale est que le MOSFET est auto-isolé et ne nécessite pas d'isolement par jonction p-n (en) par rapport aux composants voisins sur la puce.
- Un MOSFET requiert moins d'étapes de fabrication et est par conséquent plus simple et plus économique à fabriquer (une étape de dopage par diffusion[3](pp87) comparée à quatre pour un procédé bipolaire[3](pp50)).
- Puisqu'il n'y a pas de courant statique de grille dans un MOSFET, la consommation électrique d'un circuit intégré basé sur des MOSFET peut être plus faible.

Les désavantages par rapport aux circuits intégrés bipolaires étaient les suivants :
- La vitesse de commutation était beaucoup plus lente, à cause de l'importante capacité de grille (en).
- La tension de seuil élevée des premiers MOSFET entraînait une tension minimale d'alimentation élevée (-24 V à -28 V[4]).

General Micro-electronics (en) introduisit le premier circuit commercial PMOS en 1964, un registre à décalage à 20 bits comportant 120 MOSFETs – un incroyable niveau d'intégration pour l'époque. En 1965, la tentative de General Micro-electronics de développer un ensemble de 23 circuits intégrés dédiés pour fabriquer une calculatrice électronique pour Victor Comptometer (en) se révéla trop ambitieuse étant donnée la fiabilité des circuits PMOS de l'époque et conduisit finalement au renoncement de General Micro-electronics. D'autres compagnies continuèrent à fabrique des circuits PMOS tels que de grands registres à décalage (General Instrument) ou le multiplexeur analogique 3705 (Fairchild Semiconductor) qui n'étaient pas réalisables avec la technologue bipolaire de l'époque.
Une amélioration majeure est survenue avec l'introduction de la technologie à grille auto-alignée en polysilicium en 1968. Tom Klein et Federico Faggin chez Fairchild Semiconductor améliorèrent le procédé de self-aligned gate pour le rendre commercialement viable, conduisant à la sortie du multiplexeur analogique 3708, premier circuit intégré à grille en silicium. Le procédé de grille auto-alignée autorisait des tolérances de fabrication plus étroites et donc des MOSFET plus petits ainsi que des capacités de grille plus faibles et mieux contrôlées. Par exemple, dans des mémoires PMOS, cette technologie permettait une vitesse trois à cinq fois supérieure sur une puce de surface moîtié moindre. La grille en polysilicium ne permettait pas seulement la mise en œuvre du procédé de grille auto-alignée, elle donnait également une tension de seuil réduite et par conséquent une tension minimale d'alimentation plus faible (par exemple -16 V(p1-13)), réduisant la consommation électrique. À cause de sa plus faible tension d'alimentation, la logique PMOS à grille en silicium est souvent appelée low-voltage PMOS, par opposition à la logique PMOS plus ancienne à grille métallique appelée high-voltage PMOS(pp89).
Pour plusieurs raisons, Fairchild Semiconductor ne poursuivit pas le développement des circuits intégrés PMOS aussi  intensivement que les développeurs impliqués le souhaitaient(pp1302). Deux d'entre eux, Gordon Moore et Robert Noyce, décidèrent donc en 1968 de fonder leur propre startup – Intel. Ils furent rejoints peu après par d'autres ingénieurs de chez Fairchild, dont Federico Faggin et Les Vadasz (en). Intel introduisit sa première mémoire vive statique PMOS d'une capacité de 256 bits, la Intel 1101, en 1969(pp1303). La mémoire vive dynamique 1024 bits Intel 1103 (en) suivit en 1970. La 1103 fut un succès commercial et commença rapidement à remplacer les mémoires à tores magnétiques dans les ordinateurs. Intel introduisit son premier microprocesseur PMOS, le Intel 4004, en 1971. Plusieurs compagnies suivirent l'exemple d'Intel. La plupart des premiers microprocesseurs furent fabriqués en technologie PMOS : les 4040 et 8008 d'Intel ; les IMP-16 (en), PACE (en) et SC/MP de National Semiconductor ; le TMS1000 (en) de Texas Instruments ; le PPS-4 (en) et le PPS-8 de Rockwell International. Il y a plusieurs premières commerciales dans cette liste de microprocesseurs : le premier microprocesseur 4 bis (4004), le premier microprocesseur 8 bits (8008), le premier microprocesseur 16 bits sur une puce (PACE) et le premier microcontrôleur 4 bits sur une puce (TMS1000 ; RAM et ROM sur la même puce que le CPU).
En 1972, la technologie NMOS avait finalement atteint un niveau de développement suffisant, au point qu'elle puisse être utilisée dans des produits commerciaux. Intel (avec le 2102) et IBM introduisirent des puces mémoire de 1 kbit. Comme la mobilité électronique dans le canal de type n des MOSFET NMOS est environ trois fois supérieure à la mobilité des trous dans le canal de type p des MOSFET PMOS, la logique NMOS autorise une plus grande vitesse de commutation. Pour cette raison, la logique NMOS commença rapidement à remplacer la logique PMOS. A la fin des années 1970, les microprocesseurs NMOS avaient supplanté les processeurs PMOS. La logique PMOS restant en usage pendant quelque temps à cause de son faible coût et son relativement haut niveau d'intégration pour des applications telles que des calculatrices simples et des horloges.
La technologie CMOS promettait une consommation électrique beaucoup plus faible que les PMOS ou NMOS. Bien qu'un circuit CMOS ait été proposé dès 1963 par Frank Wanlass (en) et que circuits intégrés CMOS de la série 4000 étaient rentrés en production en 1968, le CMOS restait complexe à fabriquer et ne permettait ni le niveau d'intégration du PMOS ou du NMOS ni la vitesse du NMOS. Il faudra attendre les années 1980 pour que les CMOS remplacent les NMOS comme technologie principale des microprocesseurs.

## Description
Les circuits PMOS ont un certain nombre de désavantages comparés aux alternatives NMOS et CMOS, dont le besoin d'avoir plusieurs tensions d'alimentation (positive et négative), une dissipation de puissance élevée à l'état conducteur et des transistors relativement grands. Par ailleurs, la vitesse de commutation est plus faible.
Les circuits PMOS utilisent des transistors à effet de champ métal-oxyde-semiconducteur (MOSFETs) à canal p (+) pour fabriquer des portes logiques et autres circuits intégrés numériques. Les transistors PMOS fonctionnent en créant une couche d'inversion dans le substrat de type n. Cette couche d'inversion, appelée le canal p, peut laisser passer des trous entre les broches "source" et "drain" de type p.
Le canal p est créé en appliquant une tension négative (-25 V était courant) sur la troisième broche, appelée la grille. Comme les autres MOSFETs, les transistors PMOS ont quatre modes de fonctionnement : état bloqué (en dessous du seuil), zone linéaire (triode), zone saturée (parfois appelée active) et saturée en vitesse.
Bien que la logique PMOS soit facile à concevoir et à fabriquer (un MOSFET peut être conçu pour fonctionner comme une résistance, si bien que l'ensemble du circuit peut être constitué de FET PMOS), elle a également plusieurs défauts. Le principal problème est qu'un courant continu circule au travers d'une porte logique PMOS lorsque le "pull-up network" (PUN) est actif, c'est-à-dire dès que la sortie est "haute", ce qui entraîne une consommation de puissance statique même si le circuit est inactif.
Par ailleurs, les circuits PMOS sont lents pour commuter de l'état haut à l'état bas. Lors de la transition de l'état bas à l'état haut, les transistors ont une faible résistance et la charge capacitive en sortie se charge très rapidement (comme lors de la charge d'une capacité au travers d'une résistance très faible). Mais la résistance entre la sortie et l'alimentation négative est beaucoup plus grande, et donc la transition de l'état haut à l'état bas est beaucoup plus longue (comme lors de la décharge d'une capacité au travers d'une résistance élevée). L'utilisation d'une résistance plus faible accélérera le processus mais accroîtra également la dissipation de puissance statique.
Finalement, les niveaux d'entrée logique asymétriques rendent les circuits PMOS sujets au bruit.
La plupart des circuits intégrés PMOS nécessitent une tension d'alimentation de 17 à 24 volts. Cependant le microprocesseur PMOS Intel 4004 utilise une logique PMOS avec une grille en polysilicium plutôt qu'une grille métallique (en), permettant d'utiliser une tension plus faible. Pour assurer la compatibilité avec les signaux TTL, le 4004 utilise une tension d'alimentation positive VSS = +5 V et une tension d'alimentation négative VDD = -10 V.

## Portes
Les MOSFETs de type p sont arrangés selon une disposition appelée "pull-up network" (PUN) entre la sortie de la porte logique et l'alimentation positive, tandis qu'une résistance est placée entre la sortie de la porte logique et l'alimentation négative. Le circuit est conçu de telle sorte que si la sortie est haute, le PUN est alors actif, laissant passer un courant entre l'alimentation positive et la sortie.
Les portes PMOS ont la même disposition que les portes NMOS si toutes les tensions sont inversées. Par conséquent pour une logique active à l'état haut, les lois de De Morgan montrent qu'une porte NOR PMOS a la même structure qu'une porte NAND NMOS et vice versa.
|  |  |  |